# Tomboni
Tomboni est une ville et une sous-préfecture de Guinée, rattachée à la préfecture de Siguiri et à la région de Kankan. 

## Histoire
Tomboni est une sous-préfecture de Guinée créée en 2021.